# Porricondyla petrophila
Porricondyla petrophila är en tvåvingeart som beskrevs av Boris Mamaev 1986. Porricondyla petrophila ingår i släktet Porricondyla och familjen gallmyggor.
Artens utbredningsområde är Turkmenistan. Inga underarter finns listade i Catalogue of Life.